# 天主教泰勒教區

天主教泰勒教區（拉丁語：Dioecesis Tylerensis）是羅馬天主教一個教區，屬加爾維斯頓-休斯敦總教區。成立於1986年12月12日。
教區包括美國得克薩斯州東北部卅三縣，教座位於泰勒。2010年有教友67,594人，佔轄區總人口4.7%。教區下四十四個堂區，八十六名司鐸。教區主教席位自2011年7月6日起因原主教調任波多黎各馬亞圭斯教區主教而懸空。